# Mario Party 10
Mario Party 10 – komputerowa gra zręcznościowa stworzona przez japońską firmę Nintendo. Została wydana 12 marca 2015 roku w Japonii, 20 marca w Europie i Północnej Ameryce, oraz 21 marca w Australii.

## Rozgrywka
Tak jak w poprzednich odsłonach, Mario Party 10 składa się z prostych minigier takich jak unikanie duchów w opuszczonej willi i dojście do jej wyjścia czy wyścigi wodne pontonami. Istnieją 3 tryby: Mario Party, Bowser Party oraz wymagającej Amiibo z serii Mario; Amiibo Party. W grze można wybrać 12 postaci, spośród których 2 są do kupienia za monety wirtualne w sklepie Toad'a. Graczy może być od 1 do 5. 

### Mario Party
To zwykły tryb, polegający na tym, aby zebrać jak najwięcej gwiazdek, tak jak w Mario Party 9. W trakcie gry gracze mogą natrafić na pola w których mogą dostać nową kostkę, z minigrą, itd. Ci, co grają, muszą również uważać, gdyż w klatce wyświetlanej na Gamepadzie, jest Bowser. Ten, co go odblokuje go, będzie miał zabrane połowę gwiazdek. Aby to się stało, wszyscy gracze muszą wyrzucić przynajmniej raz inną liczbę na kostce, a ten, co zrobi to z ostatnią liczbą, zdarzenie to właśnie się stanie.

### Bowser Party
To tryb, który używa Gamepada. Jeden z graczy będzie Bowser'em (drużyna Bowser'a), które ma za zadanie pokonać drużynę Mario. Każdy z przeciwnej drużyny ma 6 serduszek. Mogą nie tylko stracić je przez ich wroga, ale też przez pola, takie jak pole z Bowserem Jr., w którym może im odebrać od połowy każdemu do zostawienia 1 serducha jednej osobie, która wylądowała na tym.

### Amiibo Party
W tym trybie wymagane jest przynajmniej 1 Amiibo. Jest to normalna planszówka, tylko że z różnymi dodatkami. Celem tej gry jest zdobycie jak największej ilości monet. Gracze mogą miksować również plansze, aby urozmaicić zabawę.

## Odbiór gry
Samuel Claiborn ocenił grę na 6,5/10. Jego zdaniem produkcja powtarza błędy poprzedniczki. Gra jest przeznaczona głównie dla małych dzieci, a dorośli próbując grać z całą rodziną będą się męczyć. Krytyk pochwalił tryb „Bowser Party" dla pięciu graczy. Pozytywnie opisał sterowanie Bowserem i użycie GamePada.
Według stanu na 30 września 2020 roku, gra sprzedała się w 2,25 milonach egzemplarzy.